# صبري عبد العزيز
صبري عبد العزيز (8 يونيو 1925 - 2 يناير 2003) ممثل مصري من مواليد القاهرة في 8 يونيو 1925، وكانت الصدفة وحدها هي طريقه لعالم السينما والتليفزيون، فلقد اكتشفه المخرج محمد كريم في مسابقة، لإحدى المجلات الفنية.
رحل في  2 يناير 2003.
قام الفنان صبري عبد العزيز بالتمثيل في 150 عمل، تتنوع من مسلسل إذاعي، وتلفزيوني، وأفلام سينمائية.

## أشهر أعماله
الخريف والحب: مسلسل إذاعي، إخراج محمود شركس، بطولة زيزي البدراوي.
القصاص: سهرة تلفزيونية لعام 1983، إخراج سعيد الرشيدي، بطولة ممدوح عبد العليم، وهالة فؤاد.
ملك اليانصيب: مسلسل تلفزيوني لعام 1972، إخراج حمادة عبد الوهاب، بطولة شكري سرحان، وزيزي البدراوي.
أفواه وأرانب: مسلسل تلفزيوني لعام 1978، إخراج حسين كمال، بطولة صلاح ذو الفقار، وعفاف شعيب.
عودة الروح: مسلسل تلفزيوني لعام 1977، إخراج حسين كمال، بطولة صلاح ذو الفقار.
ابتسامة بين الدموع: مسلسل تلفزيوني لعام 1980، إخراج تيسير عبود، بطولة محمود عبد العزيز، ونسرين.
حبيبي دائماً: فيلم لعام 1980، إخراج حسين كمال، بطولة نور الشريف، وبوسي.
الورثة: فيلم لعام 1986، إخراج أحمد السبعاوي، بطولة عزت العلايلي، ومديحة كامل، وحسين فهمي.

## وصلات خارجية
https://www.imdb.com/name/nm4250512/?ref_=tt_cl_t_1 صبري عبد العزيز
- صبري عبد العزيز على موقع IMDb (الإنجليزية)
- صبري عبد العزيز على موقع قاعدة بيانات الأفلام العربية